# Spjutfiskar
Spjutfiskar (Istiophoridae) är en familj marint levande fiskar i ordningen abborrartade fiskar. De har liksom den närstående svärdfisken en spjutformigt utdragen nos. Flera arter är mycket storvuxna och är populära byten för sportfiskare i tropiska områden. Den största arten, Makaira nigricans, kan bli 5 meter lång och väga 818 kg. De är liksom tonfiskarna mycket goda simmare och kan nå hastigheter på upp till 36 m/s, eller 129 km/h.

## Marlin
En stor spjutfisk figurerar i Ernest Hemingways roman Den gamle och havet. Den benämns i det engelska originalet som en marlin (vilket är den engelska benämningen på fiskar inom släktena Tetrapturus och Makaira) och åtminstone i senare svenska översättningar som en marlinfisk. Begreppet marlin kommer av marlin-spike (märlspik), efter formen på fiskens nos.

## Släkten och arter
Familjen utgörs av fem släkten:
- Släkte Istiompax
  - Istiompax indica
- Släkte Istiophorus (segelfiskar)
  - Atlantisk segelfisk (Istiophorus albicans)
  - Segelfisk (Istiophorus platypterus)
- Släkte Kajikia
  - Kajikia albida
  - Kajikia audax
- Släkte Makaira (marlinfiskar)
  - Svart marlin (Makaira indica)
  - Makaira mazara
  - Blå marlin (Makaira nigricans)
- Släkte Tetrapturus
  - Tetrapturus angustirostris
  - Tetrapturus belone
  - Tetrapturus georgii
  - Tetrapturus pfluegen